# Бугурна
Бугурна — река в России, протекает в Ульяновской области и Татарстане. Бассейн Свияги.

## Описание
Длина реки 27 километров, площадь водосбора 153 км². Протекает по изрезанной оврагами безлесной местности на севере Цильнинского района Ульяновской области, на протяжении чуть более полукилометра по реке проходит граница с Дрожжановским районом Татарстана.
Исток находится в 1 км к западу от поселка Орловка. Направление течения — северо-восточно-восточное. Впадает в озеро-старицу Елховое в левобережной пойме Свияги (из озера вытекает протока Кайсаровка).
Река маловодная, сток зарегулирован. В устьевой части образует рукава.
Протекает через населённые пункты Орловка, Клин, Малое Нагаткино, Малая Цильна, Мокрая Бугурна, Новое Ирикеево, Елховое Озеро. В бассейне реки находится также посёлок Новая Воля.
Реку пересекают крупные автодороги А151 «Цивильск — Ульяновск», Р241 «Казань — Ульяновск» и железнодорожная линия «Свияжск — Ульяновск».

## Данные водного реестра
По данным государственного водного реестра России относится к Верхневолжскому бассейновому округу, водохозяйственный участок реки — Свияга от истока до села Альшеево, речной подбассейн реки — Волга от впадения Оки до Куйбышевского водохранилища (без бассейна Суры). Речной бассейн реки — (Верхняя) Волга до Куйбышевского водохранилища (без бассейна Оки).
Код водного объекта в государственном водном реестре — 08010400512212100002353.